# Calycanthus floridus
El calicanto de Carolina (Calycanthus floridus) es una especie de planta  perteneciente a la familia Calycanthaceae. 

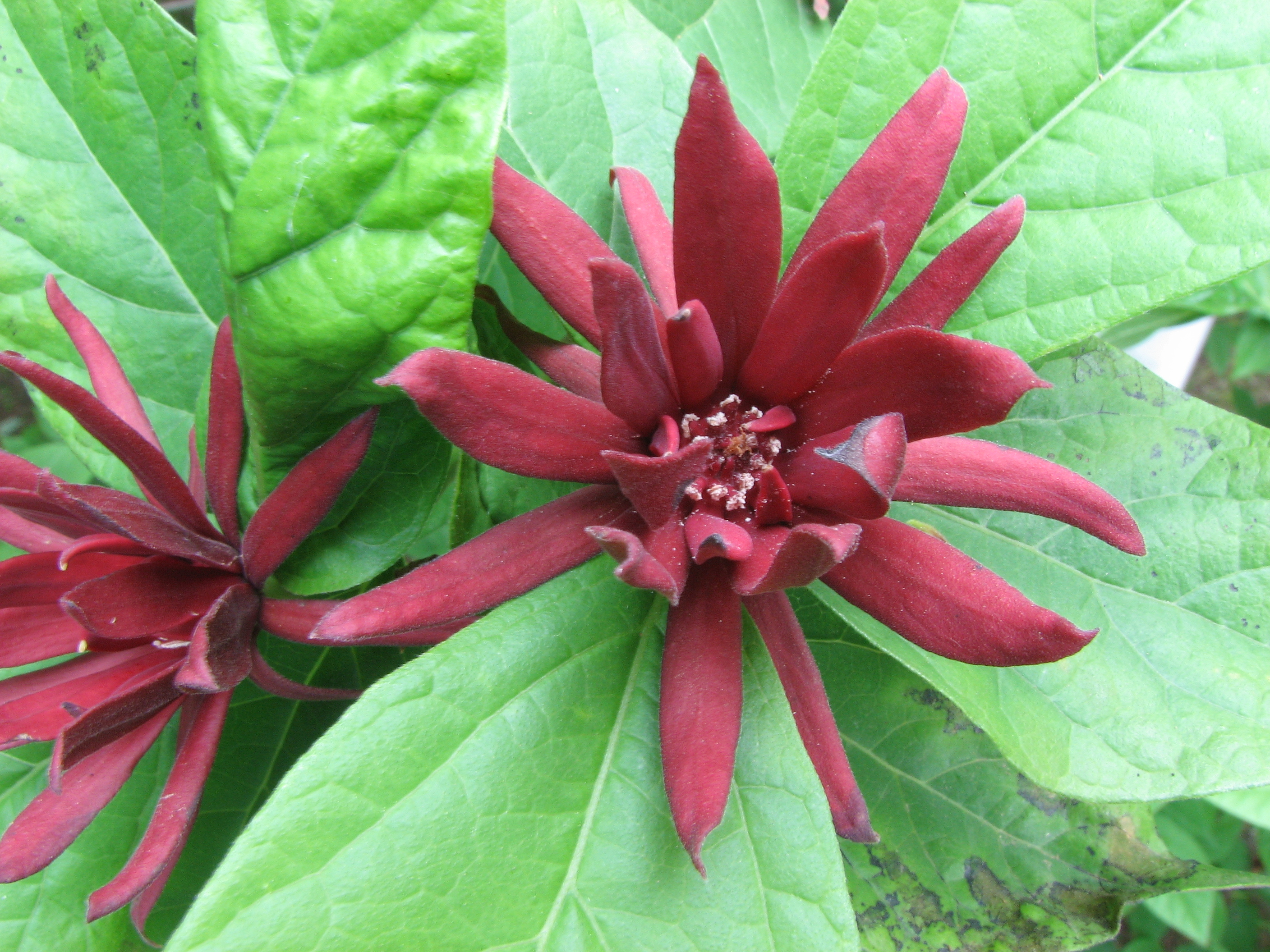
Detalle de la flor

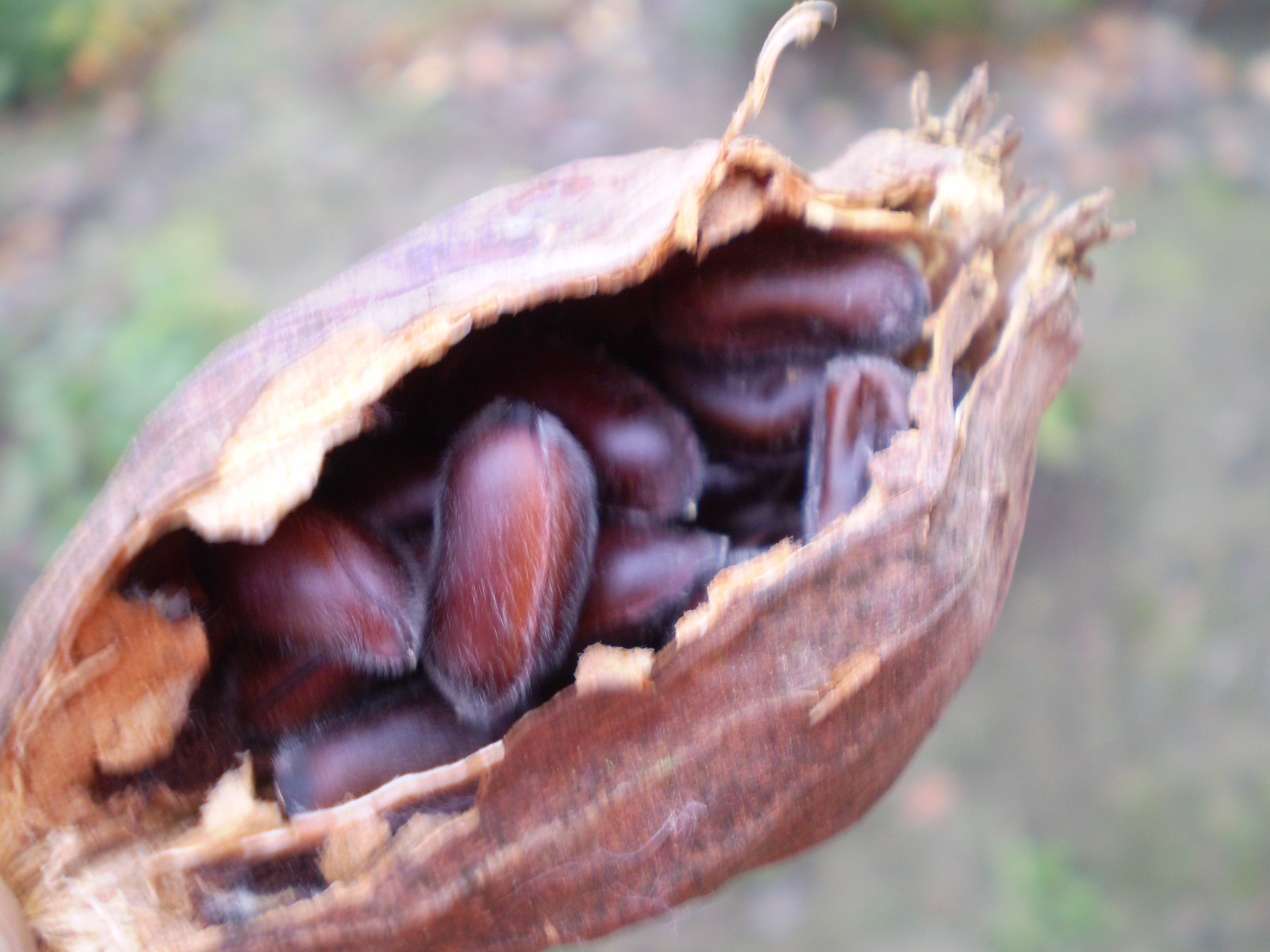
Frutos

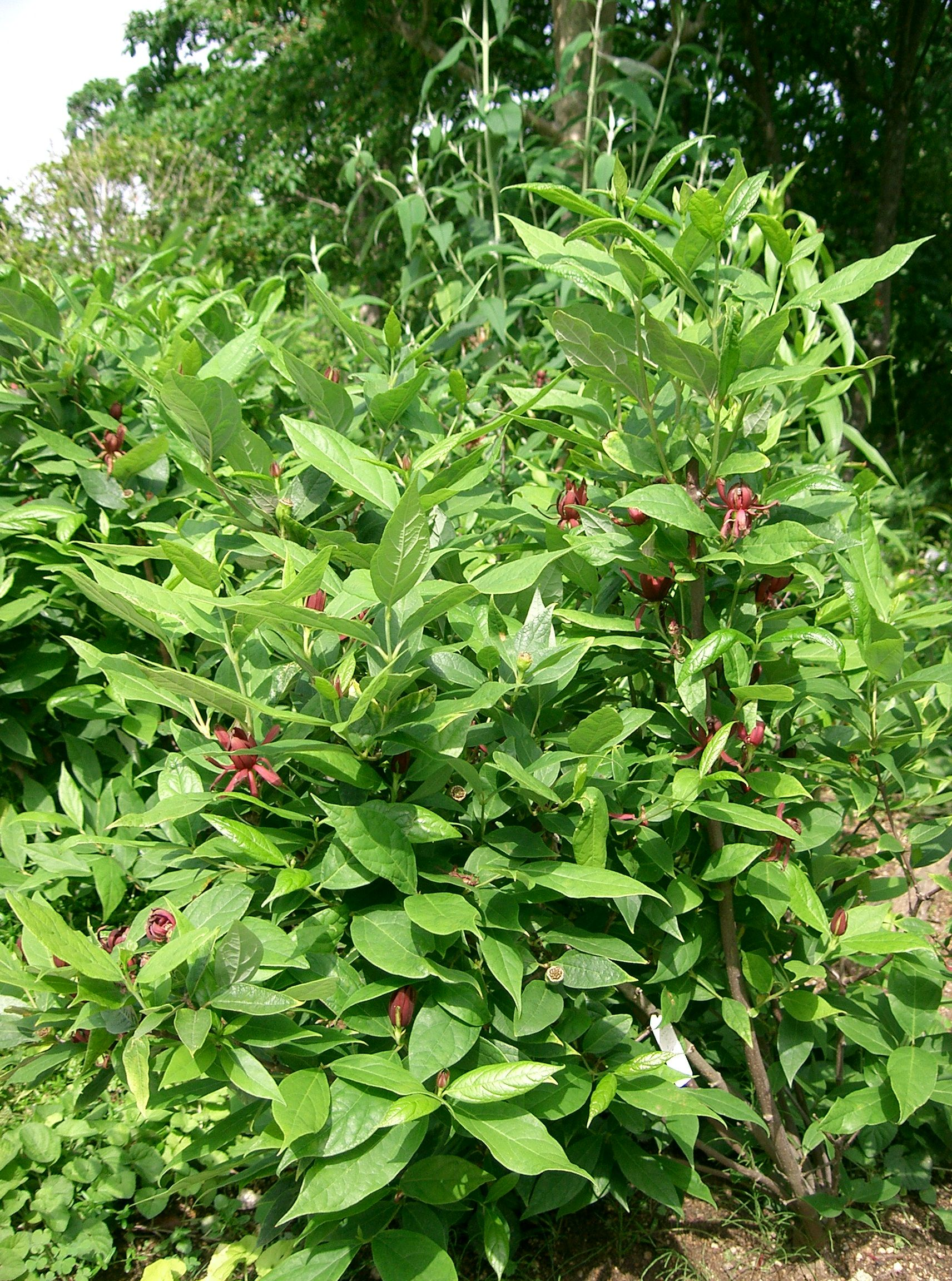
Vista de la planta

## Distribución geográfica
Es endémica de las regiones templadas de América del Norte. 

## Descripción
Son arbustos caducifolios que crecen hasta los 2-4 m de altura.  Las hojas son opuestas, enteras, de 5-15 cm de largo y 2-6 cm de ancho. Las flores se producen a principios de verano después de las hojas, tienen 4-7 cm de ancho, con numerosos pétalos en espiral, estrechos de color rojo oscuro  (parecido a una pequeña flor de magnolia), están fuertemente perfumadas. El fruto es una cápsula elíptica seca de 5-7 cm de largo que contiene numerosas semillas. 

## Taxonomía
Calycanthus floridus fue descrita por  Carlos Linneo    y publicado en Systema Naturae, Editio Decima 2: 1066. 1759.
Etimología
Calycanthus: nombre genérico que deriva del griego kalyx = "cubierta, taza"  y anthos = "flor".
floridus: epíteto latino que significa "con flores, florido".
Variedad
- Calycanthus floridus var. glaucus (Willd.) Torr. & A.Gray

Sinonimia
- Basteria calycanthus Mill.
- Beureria florida (L.) Kuntze
- Butneria florida (L.) Kearney
- Butneria mohrii Small
- Calycanthus acuminatus K.Koch
- Calycanthus asplenifolius K.Koch
- Calycanthus bullatus K.Koch
- Calycanthus floridus var. oblongus W.T.Aiton
- Calycanthus floridus var. ovatus Aiton
- Calycanthus mohrii (Small) Small ex Pollard
- Calycanthus mollis Raf.
- Calycanthus sterilis Walter
- Calycanthus tomentosus Raf.[4]

var. glaucus (Willd.) Torr. & A.Gray
- Beureria ferax (Michx.) Kuntze
- Beureria fertilis (Walter) Kuntze
- Beureria laevigata (Willd.) Millsp.
- Butneria fertilis (Walter) Kearney
- Butneria nana (Loisel.) Small
- Calycanthus ferax Michx.
- Calycanthus fertilis Walter
- Calycanthus glaucus Willd.
- Calycanthus inodorus Elliott
- Calycanthus laevigatus Willd.
- Calycanthus nanus Loisel.
- Calycanthus nanus Small
- Calycanthus oblongifolius (Nutt.) Loudon
- Calycanthus pensylvanicus Lodd. ex Loudon
- Calycanthus reticulatus Raf.
- Calycanthus verrucosus Raf.